# Skijaški skokovi
Skijaški skokovi su sport u kojem se skijaš spušta niz posebno konstruiranu rampu (skakaonicu) te nakon odraza pokušava 'preletjeti' što veću udaljenost. Skakaonica je prekrivena snijegom te su natjecanja moguća samo u zimskim uvjetima. Ipak, danas postoje i varijante izvedbe skakaonice s umjetnom podlogom te se natjecanja mogu održavati cijele godine, a jedna varijanta tog sporta se izvodi i na vodi.
Skijaški skokovi su standardni sport na Zimskim olimpijskim igrama.

## Natjecanja u skijaškim skokovima
Cilj natjecanja u skijaškim skokovima je preskočiti što veću udaljenost. Međutim, ocjenjuje se i stil skakača, te je za pobjedu osim dugačkog skoka potrebno prikazati i dobru tehniku leta te siguran doskok. Ukupni bodovi se izračunavaju po ostvarenoj duljini skoka te zbroju srednje 3 ocjene 5 sudaca (najveća i najmanja ocjena se brišu), od kojih svaki može za stil dodijeliti maksimalno 20 bodova. Bodovi za duljinu skoka se dodjeljuju prema odnosu duljine skoka i položaja kalkulacijske (kritične) točke pojedine skakaonice. Za skok točno na kalkulacijsku točku/udaljenost skakač dobije 60 bodova, za svaki metar manje/više dodaje se ili oduzima 1,8 bodova po metru.
Iako se tehnika skoka s razvojem ovog sporta dosta mijenjala kroz povijest, tehnika doskoka je uglavnom ona prema telemark tehnici. Prevladavajuća tehnika položaja tijela tijekom leta je tzv. V-tehnika, prilikom koje skakač drži skije u 'V' položaju, s repovima skija skupljenim a vrhovima odvojenim.
Natjecanja u skijaškim skokovima se izvode uglavnom na tri vrste skakaonica, koje se razlikuju po veličini:
- 90-metarska skakaonica - kalkulacijska točka je na 90 metara, a skakači postižu daljine do 110 metara u optimalnim uvjetima.
- 120-metarska skakaonica - kalkulacijska točka je na udaljenosti od 115 do 145 metara, ovisno o skakaonici.
- Skijaška letaonica - to su skakaonice s kalkulacijskom točkom preko 180 metara, takvih je samo 5 na svijetu (Vikersund, Oberstdorf, Kulm, Harahov i Planica) i na njima se mogu postići duljine skoka čak do 240 metara. Od 1985. godine svi neslužbeni svjetski rekordi u skijaškim letovima su postignuti na Velikanki na Planici, sve dok Johan Remen Evensen na obnovljenom Vikersundbakkenu nije skočio 246.5 metara. Često se za natjecanje na takvim skakaonicama koristi naziv 'skijaški letovi', da bi se naglasila velika duljina skokova.

Standardno natjecanje se sastoji od jednog probnog skoka i dva skoka koji se ocjenjuju, a bodovi oba skoka se zbrajaju za konačni poredak. Postoji i ekipno natjecanje, u kojem se zbrajaju bodovi četiri člana jedne momčadi.

## Popularnost skijaških skokova
Skokovi su nastali u skandinavskim zemljama, te su i danas tamo najpopularniji. Dobri natjecatelji redovito dolaze iz skandinavskih zemalja, prije svih Finske i Norveške, a još su jake nacije u tom sportu Njemačka, Austrija, Slovenija, Poljska, Češka, Japan itd.

## Nordijska kombinacija
Skijaški skokovi su sastavni dio sporta koji se naziva Nordijska kombinacija, a u sebi uključuje natjecanje u skijaškom trčanju te skijaškim skokovima.

## Zanimljivosti
- Katica Šporer-Tošić skočila je 28m na 45-metarskoj skakonici i strani mediji zabilježili su taj rezultat kao svjetski rekord[1]